# Montañas Nubladas

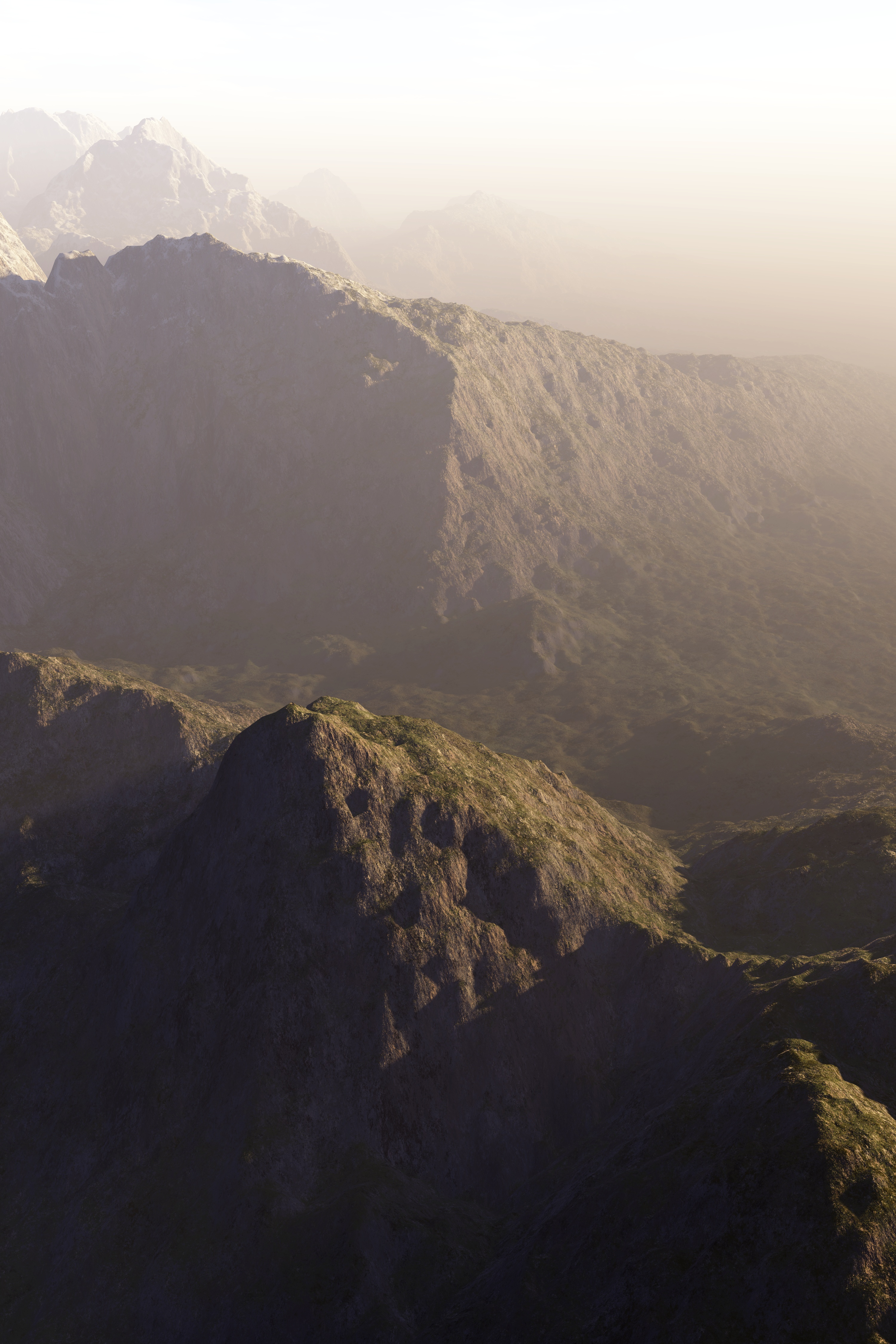
Representación renderizada de las Montañas Nubladas.

Las montañas Nubladas son una cordillera en la Tierra Media que marcan el extremo este de Eriador y el extremo oeste de Rhovanion, las Tierras Ásperas. 
La más grande cordillera del noroeste de la Tierra Media medía más de mil millas de longitud y se extendía de norte a sur, separando las regiones de Eriador y Rhovanion. En su extremo norte se unía con las montañas de Angmar y con las Ered Mithrim. Al sur de Rivendel, a la altura de las montañas de Moria, la cordillera describía una pequeña curva hacia el sudoeste, luego de separar un pequeño brazo hacia el sureste; hasta llegar el Paso de Rohan y en ese extremo se encontraba Nan Curunír y la fortaleza de Isengard. Según se dice en El Silmarillion, las montañas Nubladas “(…)habían sido levantadas por Melkor para entorpecer las cabalgatas de Oromë…” (El Silmarillion).
Las principales montañas conocidas en las historias son: El monte Gundabad, según algunas tradiciones lugar de nacimiento de Durin I el Inmortal y los enanos barbiluengos, y mucho después capital de los Orcos; el Barazimbar (el cruel Caradhras); el Cuerno de Plata (Zirak- zigil); y el Bundushathûr (monte Nuboso). Estas tres últimas son las montañas de Moria. Allí las montañas Nubladas se dividen y entre los dos brazos se extiende el valle profundo y oscuro de Azanulbizar, el valle del Arroyo Sombrío, que los elfos llaman Nanduhirion. También están el Methedras, es decir el Último Pico, sobre cuyas espaldas se construyó Orthanc; y Dol Baran, la colina donde Pippin miró la Palantir de Saruman.
Los tres principales caminos para cruzarlas eran el paso Alto, el paso del Cuerno Rojo en el Caradhras y los túneles de Khazad-dûm. Además había (…)muchas sendas que subían internándose en aquellas montañas, y sobre ellas muchos desfiladeros. Pero la mayoría de estas sendas eran engañosas y decepcionantes, o no llevaban a ningún lado, o acababan mal; y la mayoría de estos desfiladeros estaba infestada de criaturas malvadas y de peligros horrorosos…”. De estos pasos se destacan: “El paso de las fuentes del río Gladio”, usado por los exploradores enviados desde Rivendel al este hacia los Campos Gladios; el desfiladero, por el que probablemente cruzó la compañía de Thorin en su viaje a Erebor (o el desfiladero donde anteriormente estaba la Puerta de los Trasgos); y la senda que pasaba al frente de la Puerta Inferior de los Trasgos, por la cual Bilbo Bolsón huyó hacia el este tras escapar de su cautiverio.
Muchos ríos importantes nacían en sus laderas orientales: El Langwell, una de las principales fuentes del Anduin y en cuyas riveras se construyó Framburgo. El Rhimdath que poseía dos afluentes. El río Gladio, que en su unión con el Anduin formaba los Campos Gladios, donde fue emboscada la compañía de Isildur. El Celebrant o Cauce de Plata y sus principales afluentes: el arroyo Sombrío (junto al Kheled-zâram) y el río Nimrodel. El río Limclaro, frontera septentrional del reino rohirrim. El Entaguas, cuyas aguas tenían extraños efectos, usadas como brebaje por los Ents. Y el Isen, el río de Isengard, que fue usado por los Ents para anegar la fortaleza de Saruman. Y de sus laderas occidentales los principales ríos cuyas fuentes se situaban en las Hithaeglir, eran: el Mitheithel (Fontegrís en élfico ) en el que los Dúnedain de Rhudaur construyeron un puente de piedra por el que pasaron Aragorn y los cuatro Hobbits, tras encontrar una piedra verde dejada por Glorfindel. El Bruinen (Sonorona en élfico), el río de Rivendel, donde encontraron a Glorfindel y en cuyo vado Frodo pudo zafar del ataque de los Nazgûl, cuando se desató la crecida que los arrasó, comandada por Elrond (en la película de Peter Jackson, por Arwen). El Sirannon, (Corriente de la Puerta en élfico), el río que nacía cerca de las Puertas de Moria del Lado Oeste. Y el Glanduin (Río de los cisnes en élfico), a orillas del cual se estableció la ciudad élfica de Ost-in-Edhil y el puente de Tharbad.

## El nombre élfico
Los Elfos llamaban a esta gran cordillera, Hithaeglir, palabra Sindarin que significa “Hilera de Picos Neblinosos”, compuesta por Hith, “Neblinoso”, “Nublado”; (la vocal _i_ no sufre alteraciones en paso del singular al plural) raíz KHIS/KHITH. Aeglir, (en Quenya oeglir) el segundo término del nombre, es una palabra compuesta por aeg: “picos montañosos”, raíz AYAK; y por lir, “hilera” “fila” “línea”; raíz LIR2.
"(…) y más allá había montañas de cuernos afilados que parecían horadar el reino de las estrellas…" "(…) eran las Hithaeglir, las Torres de la Niebla en los límites de Eriador, más altas y más terribles en aquellos días…"

## Algunos lugares
Los siguientes lugares representan solo una parte de los muchos importante que tuvieron protagonismo en la Obra de Tolkien, principalmente en El hobbit. En este caso se trata de tres que no han merecido mucha atención por parte de los Geógrafos de la Tierra Media y sin embargo en ellos se sucedieron hechos trascendentes en "La Historia de una Ida y una Vuelta"

### Caverna de Gollum
Gollum, después de ser expulsado por su familia, se escondió en las entrañas de las Montañas Nubladas, muy cerca de los Campos Gladios y del Vado de La Carroca. Cuando Bilbo Bolsón lo encontró, en su huida de los trasgos, vivía en un profundo y ancho lago subterráneo de aguas heladas y en una pequeña isla de roca barrosa en la mitad de ese lago. Desde la isla, Gollum se desplazaba hacia las orillas en un pequeño bote que remaba “(…)con los grandes pies colgando sobre la borda, pero nunca agitaba el agua…” Se llegaba allí por un largo túnel que sorteaba varios pasadizos, siempre en bajada; y se conectaba con el exterior a través de una serie de galerías y pasajes que daban a la cueva que servía de entrada auxiliar a los orcos de las Montañas Nubladas, casi en línea recta con el vado de Beorn. Por allí huyó Bilbo luego de encontrar el Anillo Único y haber ganado el juego de los acertijos.

### La Gran Repisa
La morada del Rey de las Águilas ubicada en la ladera oriental de una alta montaña (cuyo nombre se desconoce) de las Montañas Nubladas, muy cercana (al oeste) del Vado de la Carroca. Se trataba de un amplio espacio ubicado a mucha altura, al que no se podía acceder “(…)sino volando; y no había sendero para bajar excepto saltando a un precipicio…” Desde allí, el señor de las Águilas controlaba y vigilaba todo movimiento de hombres, Trasgos, Enanos, Elfos y bestias, que ocurriera en la región de los Valles del Anduin. En los alrededores se ubicaban los nidos de las otras grandes águilas, que componían la hueste de Gwaihir.
Allí fue llevada la Compañía de Thorin luego de que las águilas la rescataran del ataque de los trasgos y huargos, en su huida de la Ciudad de los Trasgos. Allí se repusieron del agotamiento tras una cena de carne de conejo y oveja (en casa de Beorn); y Bilbo pudo dormir “(…)hecho un ovillo en la piedra dura, más profundamente de lo que había dormido nunca en el lecho de plumas de su propio pequeño agujero…”

### El sendero de la Puerta Inferior y el Claro de los Lobos
El sendero que Bilbo, Gandalf, Thorin y Compañía tomaron luego de su huida, por la Puerta Trasera de la Ciudad de los Trasgos en las estribaciones orientales de las Montañas Nubladas. Este llegaba a un pequeño valle a pocos metros de distancia de la puerta y descendía en pendiente pronunciada hacia el este. Del lado derecho del sendero y bajo el nivel de este, había unas cañadas con matorrales en donde Bilbo encontró al resto de la Compañía y relató su huida de los trasgos, y recibió una exclamación de admiración por parte de todos, que hizo aumentar su prestigio entre los enanos. La Compañía retomó luego el sendero y “(…)Caminaron y caminaron …” hasta que el sendero desapareció y “(…)los viajeros se encontraron en la cima de una pendiente ancha y abrupta, de piedras desprendidas, restos de un deslizamiento de tierras…” Debieron bajar por esa pendiente pues el cruce involuntario por la Ciudad de los Trasgos los había llevado muy al norte de donde deberían haber llegado de seguir el Paso Alto. Y tuvieron un brusco descenso hacia el sureste puesto que el terreno de la pendiente era de mucho pedregullo suelto por lo que, cuando lo encararon “(…)la pendiente entera pareció ponerse en movimiento, y el grupo descendió en montón, en medio de una confusión pavorosa de bloques y piedras que se deslizaban golpeando y rompiéndose…”
Un bosque de pinos detuvo su caída y se metieron por las pendientes más suaves del pinar; por otro sendero inclinado que “(…)que los conducía directamente hacia el sur…” Luego de “(…)lo que pareció siglos más, salieron de pronto a un espacio abierto sin árboles…”; un gran claro que resultó ser el lugar de reunión de los lobos del este de las Montañas Nubladas, quienes pensaban reunirse allí con los trasgos, para iniciar un ataque a gran escala contra los hombres del Bosque y de los Valles del Anduin. La compañía de Thorin debió refugiarse en los árboles, porque los lobos los persiguieron. Desde estos Gandalf lanzó un ataque con piñas incendiadas que prendieron fuego, no solo a los lobos, sino a parte del bosque; lo que fue advertido por el Señor de las Águilas, quien acudió en rescate da la Compañía.

### Dol Baran
Dol Baran es la última montaña al sur de las Montañas Nubladas, marca la entrada occidental a Isengard. Se trataba de una montaña redonda de escasa altura con laderas cubiertas de hierbas y helechos. En sus estribaciones acamparon la Compañía de Gandalf y Théoden al regreso de Orthanc y en donde Pippin escrutó la Palantir, teniendo la horrible visión de Sauron.
Su nombre en Sindarin significa “Monte Marrón-dorado”; compuesto por Dôl, que significa “Monte, Montaña, Montículo”, raíz NDOL; y Baran, que significa “Marrón, Marrón-dorado, Marrón Oscuro” (como en Baranduin); raíz BARÁN. 

### Monte Gram
El Monte Gram es uno de los picos de las Montañas Nubladas, situado al norte. Durante la Tercera Edad estuvo ocupado por Trasgos, liderados por Golfimbul. En el año 2747 TE, una banda de dichos Trasgos, se adentró en Eriador y llegaron a la Comarca, donde fueron derrotados por Bandobras Tuk y algunos hobbits en la Batalla de los Campos Verdes.